# ألبرت تي هاريس
ألبرت تي هاريس (بالإنجليزية: Albert T. Harris)‏ هو ضابط أمريكي، ولد في 29 أغسطس 1915 في ماديسون في الولايات المتحدة، وتوفي في 12 نوفمبر 1942 في جزر سليمان.